# ألبرت أندو
ألبرت أندو (باليابانية: アルバート安藤) هو اقتصادي ياباني، ولد في 15 نوفمبر 1929 في طوكيو في اليابان، وتوفي في 19 سبتمبر 2002.